# Liste der Biografien/Salt
Liste der Biografien |
Portal Biografien |
Personensuche
# |
A |
B |
C |
D |
E |
F |
G |
H |
I |
J |
K |
L |
M |
N |
O |
P |
Q |
R |
S |
T |
U |
V |
W |
X |
Y |
Z |
?
 
Sa |
Sb |
Sc |
Sd |
Se |
Sf |
Sg |
Sh |
Si |
Sj |
Sk |
Sl |
Sm |
Sn |
So |
Sp |
Sq |
Sr |
Ss |
St |
Su |
Sv |
Sw |
Sy |
Sz
 
Saa |
Sab |
Sac |
Sad |
Sae |
Saf |
Sag |
Sah |
Sai |
Saj |
Sak |
Sal |
Sam |
San |
Sao |
Sap |
Saq |
Sar |
Sas |
Sat |
Sau |
Sav |
Saw |
Sax |
Say |
Saz
 
Sala |
Salb |
Salc |
Sald |
Sale |
Salf |
Salg |
Salh |
Sali |
Salj |
Salk |
Sall |
Salm |
Saln |
Salo |
Salp |
Salq |
Sals |
Salt |
Salu |
Salv |
Salw |
Saly |
Salz
Die Liste der Biografien führt alle Personen auf, die in der deutschsprachigen Wikipedia einen Artikel haben. Dieses ist eine Teilliste mit 89 Einträgen von Personen, deren Namen mit den Buchstaben „Salt“ beginnt.

## Salt
- Salt, Charlotte (* 1985), britische Schauspielerin
- Salt, Hakan (* 2000), türkischer Eishockeyspieler
- Salt, Henry (1780–1827), englischer Künstler, Reisender, Diplomat und Ägyptologe
- Salt, Henry Stephens (1851–1939), englischer Philosoph und Sozialreformer
- Salt, Jennifer (* 1944), US-amerikanische Filmproduzentin, Drehbuchautorin und Schauspielerin
- Salt, John (1937–2021), britischer Maler
- Salt, Kaan (* 1999), türkischer Eishockeyspieler
- Salt, Phil (* 1996), britischer Cricketspieler für die englische Nationalmannschaft
- Salt, Waldo (1914–1987), US-amerikanischer Drehbuchautor

### Salta
- Salta, Anita (* 1937), US-amerikanische Opernsängerin (Sopran) und Gesangspädagogin
- Saltaev, Mihail (* 1962), usbekischer Schachspieler
- Saltalamacchia, Jarrod (* 1985), US-amerikanischer Baseballspieler
- Saltamacchia, Placido, italienischer Maler
- Saltarelli, Jacopo, Malermodel und Prostituierter
- Saltarelli, Michael Angelo (1933–2009), US-amerikanischer Geistlicher, Erzbischof von Wilmington

### Salte
- Salten, Felix (1869–1945), österreichischer Schriftsteller und JournalistFelix Salten (1869–1945)

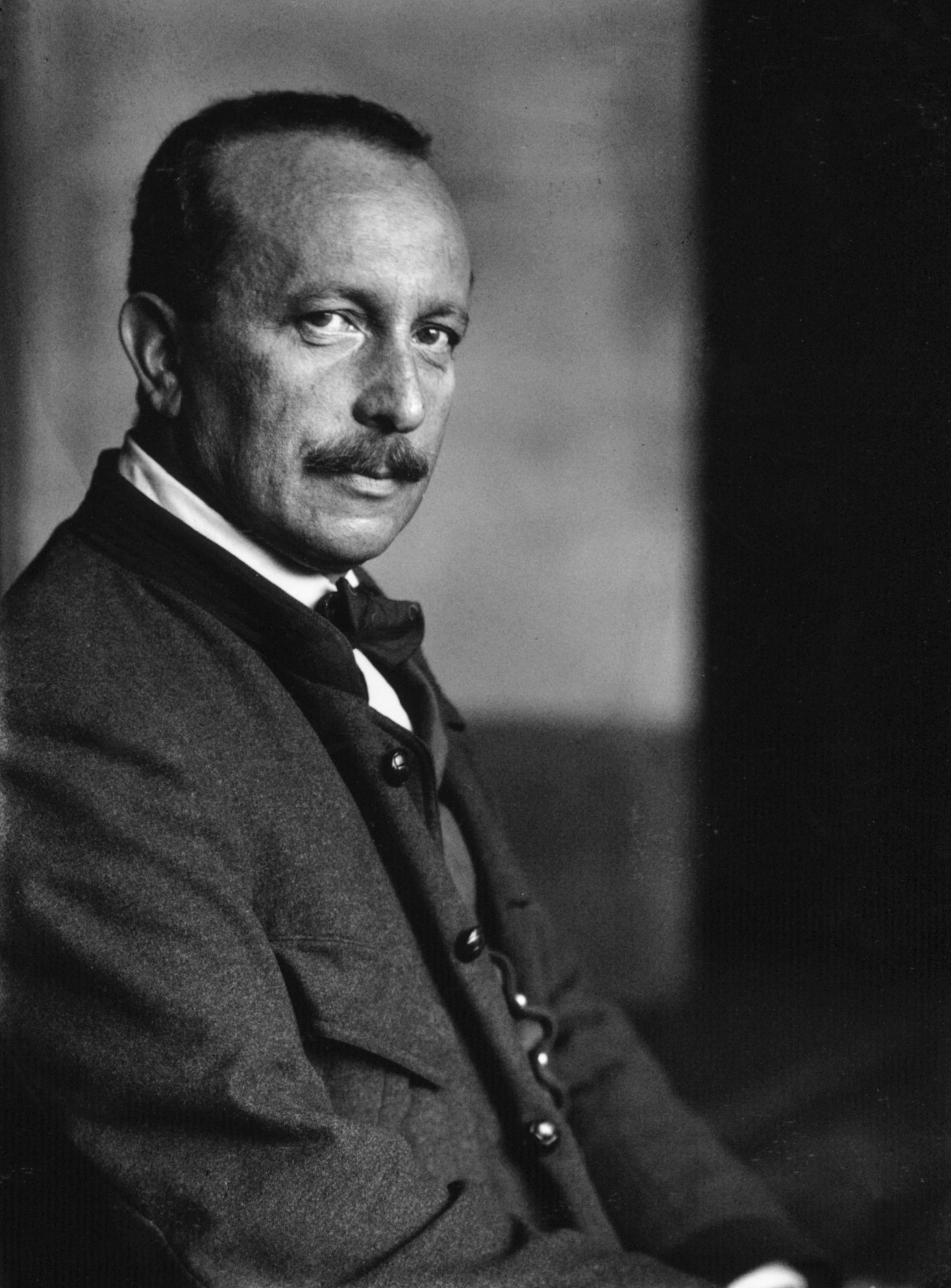
Felix Salten (1869–1945)

- Salten, Lina (1890–1943), deutsche Schauspielerin
- Saltenburg, Heinz (1882–1948), deutscher Schauspieler, Librettist, Regisseur, Intendant, Theaterproduzent und Theaterunternehmer
- Šaltenis, Arvydas (* 1944), litauischer Maler und Politiker
- Šaltenis, Saulius (* 1945), litauischer Dramaturg, Publizist, Prosaist und ehemaliger Politiker
- Salter, Alfred (1873–1945), englischer Arzt und Politiker
- Salter, Arthur, 1. Baron Salter (1881–1975), britischer Politiker, Mitglied des House of Commons und des House of Lords
- Salter, David Ian (* 1966), US-amerikanischer Filmeditor
- Salter, Ernest J. (1905–1967), deutscher Journalist und politischer Publizist
- Salter, George (1897–1967), deutsch-amerikanischer Gewerbegrafiker und Bühnenbildner
- Sälter, Gerhard (* 1962), deutscher Historiker
- Salter, Hans J. (1896–1994), österreichisch-US-amerikanischer Kapellmeister und Filmkomponist
- Salter, Jack (* 1987), britischer Pokerspieler
- Salter, James (1925–2015), US-amerikanischer SchriftstellerJames Salter (1925–2015)

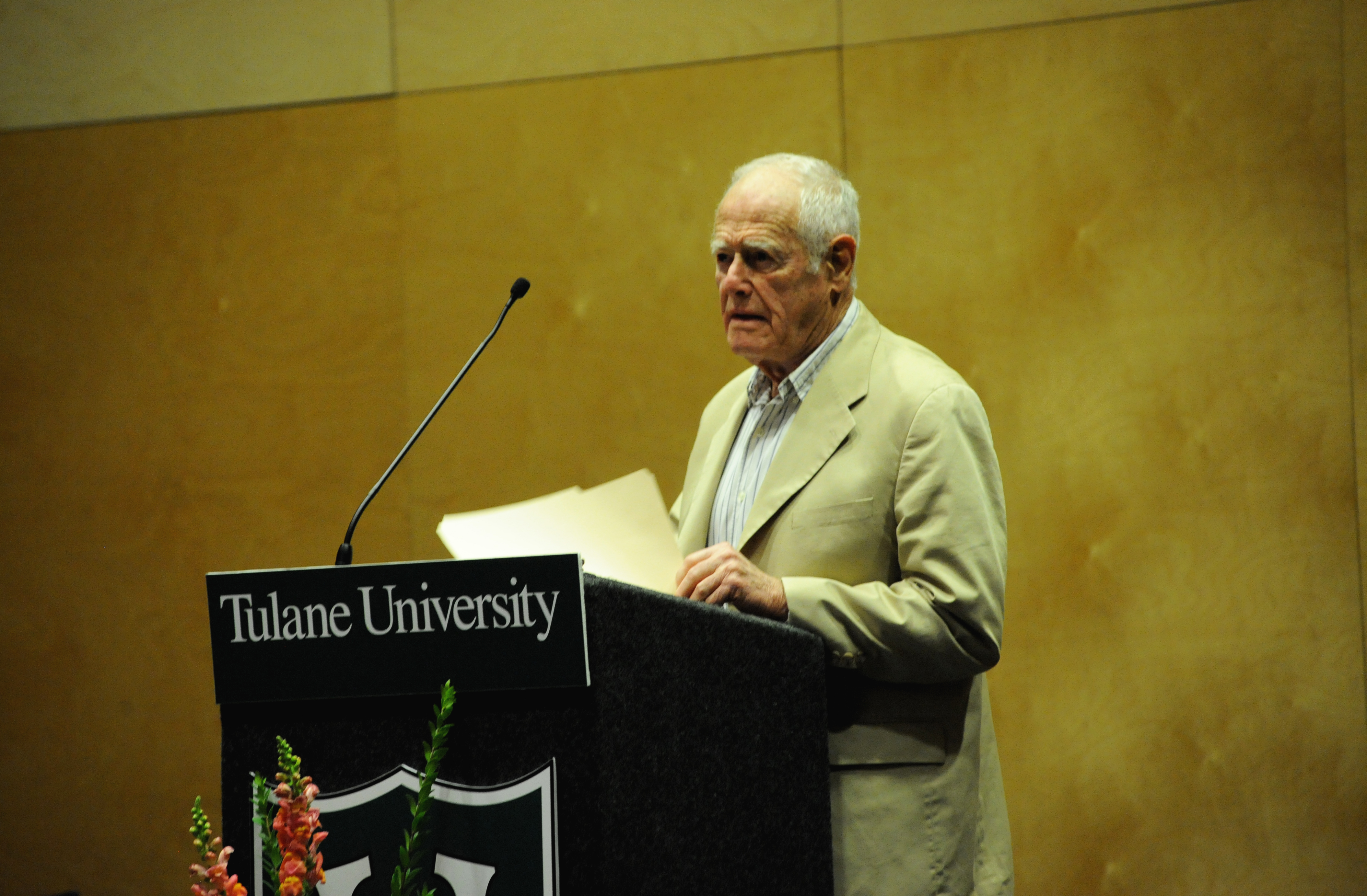
James Salter (1925–2015)

- Salter, James (* 1976), britischer Schwimmer
- Salter, John William (1820–1869), britischer Paläontologe
- Salter, Julius (1899–1973), deutscher Verleger
- Salter, Melville J. (1834–1896), US-amerikanischer Politiker
- Salter, Richard (1943–2009), britischer Opern- und Konzertsänger (Bariton)
- Salter, Robert B. (1924–2010), kanadischer Orthopäde und Chirurg
- Salter, Susanna M. (1860–1961), US-amerikanische Politikerin, erste Bürgermeisterin in den Vereinigten Staaten
- Salterberg, Christine (* 1994), deutsche Leichtathletin
- Salters, Kenneth, US-amerikanischer Jazzmusiker (Schlagzeug)

### Salth
- Salthenius, Daniel (1701–1750), schwedischer Pädagoge und evangelischer Theologe
- Salthouse, Ellie (* 1993), australische Triathletin

### Salti
- Saltiel, Alan R. (* 1953), US-amerikanischer Biochemiker
- Saltiel, David (* 1931), griechischer Rabbiner und sephardischer Sänger
- Saltık, Ali Haydar (1923–2011), türkischer General und Botschafter
- Saltık, Aykut (* 1997), türkischer Fußballspieler
- Saltin, Bengt (1935–2014), schwedischer Mediziner, Physiologe und Antidopingexperte
- Salting-Maler, griechischer Vasenmaler des rotfigurigen Stils

### Salto
- Salton, Gerard (1927–1995), US-amerikanischer Informatiker
- Saltonstall, Gurdon (1666–1724), Pastor und Gouverneur der Colony of Connecticut
- Saltonstall, Leverett (1783–1845), US-amerikanischer Politiker
- Saltonstall, Leverett (1892–1979), US-amerikanischer Politiker
- Saltor, Bruno (* 1980), spanischer FußballspielerBruno Saltor (* 1980)

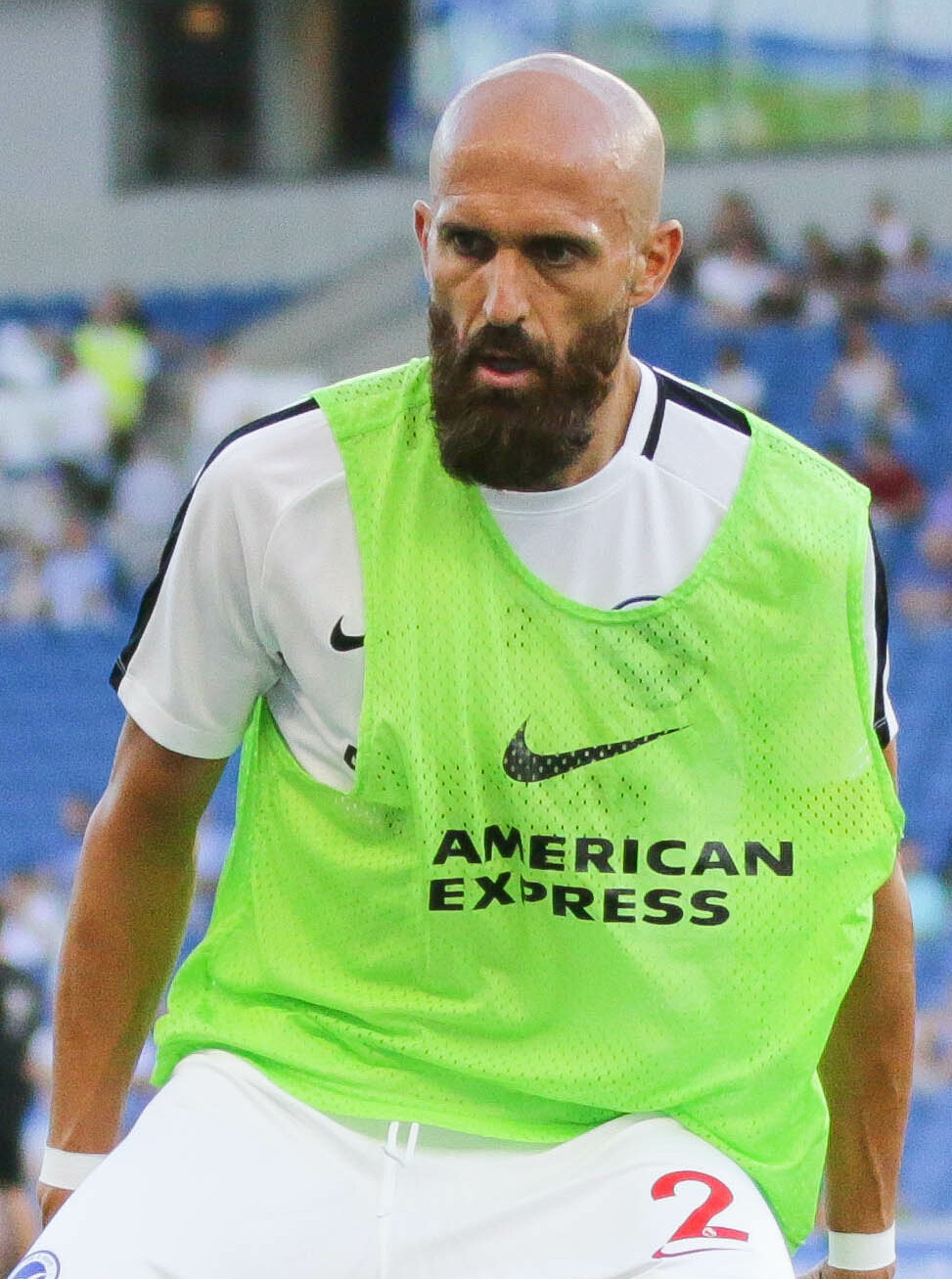
Bruno Saltor (* 1980)

### Saltu
- Saltuari, Martin (* 1983), italienischer Fußballspieler
- Saltups, Hermanis (1901–1968), lettischer Fußballspieler und Psychiater
- Saltürk, Şener (* 1974), deutscher Schriftsteller türkischer Abstammung
- Saltus, Edgar (1855–1921), US-amerikanischer Schriftsteller und Übersetzer

### Salty
- Saltykow, Fjodor Stepanowitsch († 1715), russischer Schiffbauer und Kommissionär
- Saltykow, Iwan Petrowitsch (1730–1805), russischer Feldmarschall
- Saltykow, Michail (* 1925), sowjetischer Hindernisläufer
- Saltykow, Nikolai Iwanowitsch (1736–1816), russischer Staatsmann und Feldmarschall
- Saltykow, Pjotr Semjonowitsch († 1773), russischer Feldmarschall
- Saltykow, Sarkis Andrejewitsch (1905–1983), armenisch-russischer Metallurg und Hochschullehrer
- Saltykow, Sergei Wassiljewitsch (1726–1765), russischer Diplomat und Adliger aus dem Hause SaltykowSergei Wassiljewitsch Saltykow (1726–1765)

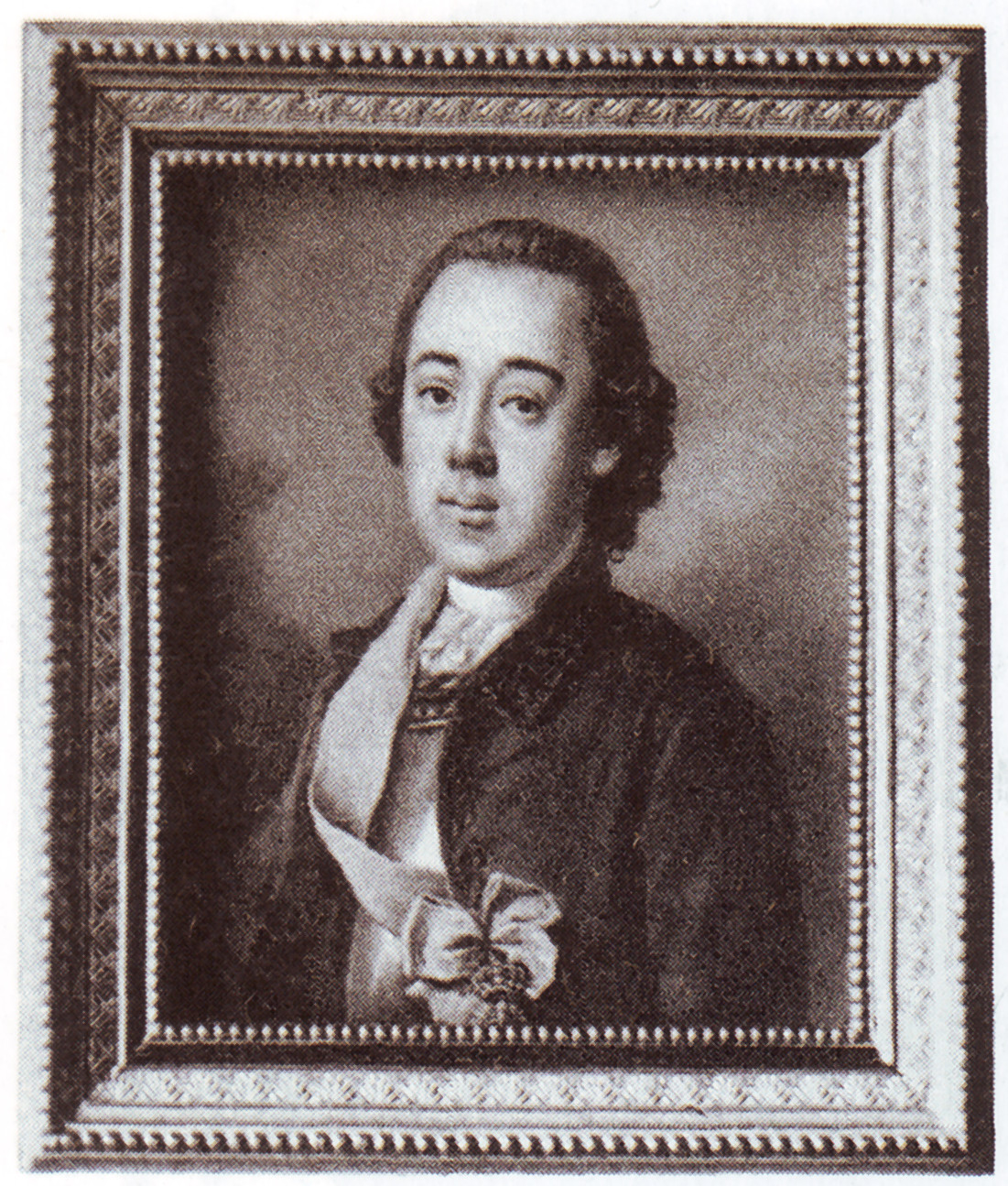
Sergei Wassiljewitsch Saltykow (1726–1765)

- Saltykow, Wassili Fjodorowitsch (1675–1751), russischer Staatsmann und Generalgouverneur
- Saltykow-Schtschedrin, Michail Jewgrafowitsch (1826–1889), russischer Schriftsteller und Satiriker
- Saltykowa, Darja Nikolajewna (1730–1801), russische Gutsherrin und Serienmörderin
- Saltykowa, Praskowja Fjodorowna (1664–1723), Zarin von Russland

### Saltz
- Saltz, Jerry (* 1951), US-amerikanischer Autor und Kunstkritiker
- Saltza, Chris von (* 1944), US-amerikanische Schwimmerin
- Saltzberg, David (* 1967), US-amerikanischer Astrophysiker
- Sältzer, Carl (1860–1930), deutscher Kaufmann, Briefmarkensammler und Mäzen
- Sältzer, Eduard (1811–1880), deutscher Architekt und Ziegeleibesitzer
- Sältzer, Wilhelm (1779–1853), deutscher Architekt und Ziegeleibesitzer
- Saltzgeber, Alfred (1872–1936), deutscher katholischer Theologe und Parlamentarier
- Saltzman, B. Chance (* 1969), US-amerikanischer General, Chief of Space OperationsB. Chance Saltzman (* 1969)

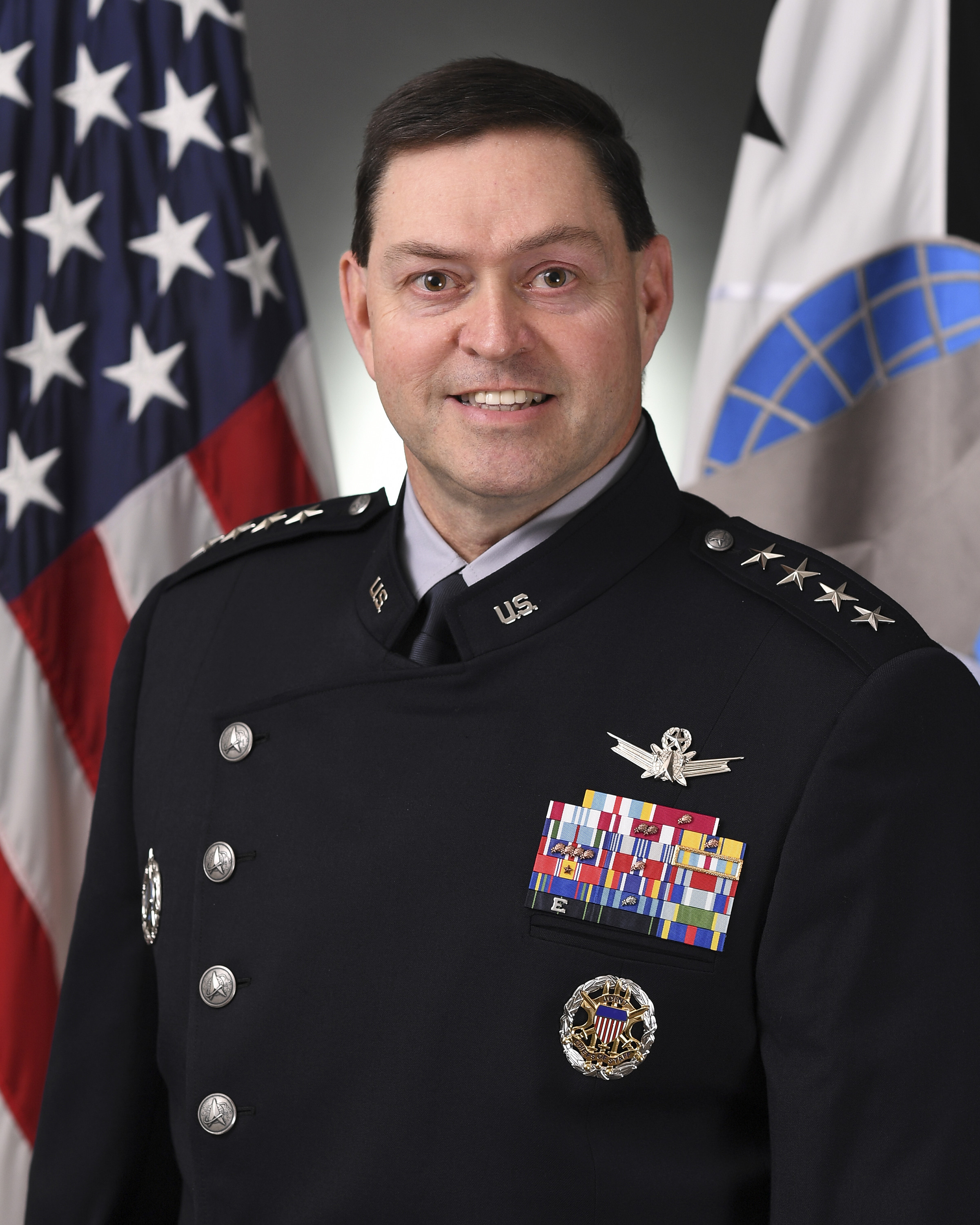
B. Chance Saltzman (* 1969)

- Saltzman, Harry (1915–1994), kanadischer Filmproduzent
- Saltzmann, Carl (1847–1923), deutscher Landschafts- und Marinemaler
- Saltzmann, Friedrich Zacharias (1731–1801), Königlicher Hofgärtner in Sanssouci, Potsdam
- Saltzmann, Joachim Arndt (1691–1771), Königlicher Hofgärtner im Lust- und Küchengarten von Schloss Charlottenburg, Berlin
- Saltzmann, Johann Rudolf († 1656), Straßburger Mediziner und Hochschullehrer
- Saltzmann, Johann Zacharias (1777–1810), Königlicher Hofgärtner im Terrassenrevier des Potsdamer Parks Sanssouci
- Saltzmann, Otto (1884–1965), deutscher Schauspieler
- Saltzmann, Thomas († 1527), Wiedertäufer, der als Gotteslästerer vor Gericht gestellt und verurteilt wurde
- Saltzwedel, Gustav von (1808–1897), preußischer Regierungspräsident
- Saltzwedel, Johannes (* 1962), deutscher Germanist und Journalist
- Saltzwedel, Martin (1906–1987), deutscher Marineoffizier, zuletzt Kommandant eines Zerstörers im Zweiten Weltkrieg
- Saltzwedel, Reinhold (1889–1917), deutscher Marineoffizier (Oberleutnant zur See) und U-Boot-Kommandant im Ersten Weltkrieg
- Saltzwedel, Rolf (1928–2016), deutscher Heimathistoriker und -publizist
- Saltzwedel, Traugott von (1859–1940), deutscher Architekt, preußischer Baubeamter
- Saltzwedel, Wilhelm von (1820–1882), deutscher Verwaltungsjurist, Regierungspräsident in Danzig